# تپه آواره
تپه آواره مربوط به عصر آهن است و در شهرستان گیلانغرب، بخش گواور، دهستان حیدریه، ۲۰۰ متری جنوب روستای قلی قلی واقع شده و این اثر در تاریخ ۲۷ اسفند ۱۳۸۶ با شمارهٔ ثبت ۲۲۳۳۵ به‌عنوان یکی از آثار ملی ایران به ثبت رسیده است.